# Willis Haviland Carrier
Willis Haviland Carrier (Angola, 26 novembre 1876 – New York, 7 ottobre 1950) è stato un ingegnere e inventore statunitense, conosciuto per essere stato l'inventore del condizionatore d'aria e l'uomo che ha dato il nome al diagramma psicrometrico.

## Primi anni e educazione
Carrier nacque ad Angola (New York), sulle rive del Lago Erie, ed ereditò sin dall'infanzia la passione materna per la meccanica, tra orologi, macchine da cucito e altri elettrodomestici. Amava la matematica e la studiava ogni volta che poteva, quando non era occupato nella realizzazione di dispositivi da lui inventati.
Nel 1895 ricevette una borsa di studio presso la Cornell University laureandosi nel 1901 con il titolo di ingegnere meccanico.

## Carriera industriale
Dopo l'università cominciò a lavorare per Buffalo Forge, una fabbrica che produceva stufe e sistemi di ventilazione, come progettista di sistemi di riscaldamento per l'asciugatura di legname e caffè. Grazie ai numerosi miglioramenti tecnici da lui sviluppati fu nominato direttore del reparto ingegneria sperimentale. All'età di 25 anni realizzò la sua prima invenzione importante: un sistema di raffreddamento per controllare calore e umidità nei processi di stampa che fu brevettato nel 1906 (tuttavia, il primo brevetto noto di aria condizionata si deve a Latimer Lewis brevettato nel 1886).
Carrier installò il primo impianto per aria condizionata domestico nel 1914 in una casa a Minneapolis (Minnesota); fino ad allora i condizionatori erano utilizzati solo negli ospedali pubblici americani.
Nel 1915 Carrier ed altri sei ingegneri fondarono nel New Jersey la Carrier Engineering Corporation, tra i clienti della quale figurarono anche il Senato e la Camera dei Rappresentanti degli Stati Uniti e molti altri importanti edifici.
Negli anni '30 Carrier trasferì la società a Syracuse, New York, dove ha sede ancora oggi, e divenne una delle maggiori fonti di impiego per New York. Nel 1930 aprì filiali in Giappone e in Corea del Sud. L'Estremo Oriente è oggi il principale mercato per gli impianti di climatizzazione.
La Grande depressione rallentò l'utilizzo domestico dei sistemi di raffreddamento. L'Igloo di Carrier presentato all'Esposizione Universale del 1939 offrì ai visitatori uno sguardo sul futuro dell'aria condizionata ma prima che potesse affermarsi scoppiò la II Guerra Mondiale e la Carrier convertì la produzione a scopi militari, come molte altre fabbriche.
La Carrier Engineering Corporation è stata pioniera nella progettazione e produzione di macchinari per la refrigerazione di vasti spazi. L'aria condizionata, consentendo un aumento della produzione industriale statunitense nei mesi estivi, rivoluzionò la vita degli americani. L'introduzione dei sistemi di climatizzazione domestica negli anni '20 favorì la grande migrazione verso la regione del Sun Belt.
Nel 2000 la Carrier Corporation ha realizzato un fatturato di oltre 8 miliardi di dollari, impiegando circa 45.000 persone.